# Medaliści mistrzostw świata w kolarstwie torowym – derny
Pełna lista medalistów mistrzostw świata w kolarstwie torowym w derny.

## Medaliści
| Rok i miejsce         | Złoto            | Srebro           | Brąz                |
| --------------------- | ---------------- | ---------------- | ------------------- |
| 1978 Monachium        | René Pijnen      | Martin Venix     | Cees Stam           |
| 1979 Amsterdam        | Dietrich Thurau  | Wilfried Peffgen | Cees Stam           |
| 1980 Besançon         | Dietrich Thurau  | DSQ              | Bruno Vicino        |
| 1981 Brno             | Gerrie Knetemann | Bruno Vicino     | Wilfried Peffgen    |
| 1982 Leicester        | Gerrie Knetemann | Wilfried Peffgen | Bruno Vicino        |
| 1983 Zurych           | Gert Frank       | René Kos         | Martin Havik        |
| 1984 Barcelona        | Danny Clark      | Constant Tourné  | Henry Rinklin       |
| 1985 Bassano          | Danny Clark      | Werner Betz      | Anthony Doyle       |
| 1986 Colorado Springs | Danny Clark      | Constant Tourné  | Giovanni Renosto    |
| 1987 Wiedeń           | Constant Tourné  | Danny Clark      | Werner Betz         |
| 1988 Gandawa          | Danny Clark      | DSQ              | Walter Brugna       |
| 1989 Lyon             | Danny Clark      | Walter Brugna    | Torsten Rellensmann |
| 1990 Maebashi         | Constant Tourné  | Peter Steiger    | Danny Clark         |

## Tabela medalowa
| Miejsce | Państwo         |   |   |   | Razem |
| ------- | --------------- | - | - | - | ----- |
| 1.      | Australia       | 5 | 1 | 1 | 7     |
| 2.      | Holandia        | 3 | 2 | 3 | 8     |
| 3.      | RFN             | 2 | 3 | 4 | 9     |
| 4.      | Belgia          | 2 | 2 | 0 | 4     |
| 5.      | Dania           | 1 | 0 | 0 | 1     |
| 6.      | Włochy          | 0 | 2 | 4 | 6     |
| 7.      | Szwajcaria      | 0 | 1 | 0 | 1     |
| 8.      | Wielka Brytania | 0 | 0 | 1 | 1     |